# Tegument
Tegumentul este un înveliș al seminței care dă aspectul și culoarea acesteia.